# Asa Philip Randolph
Pour les articles homonymes, voir Randolph.
Asa Philip Randolph, né le 15 avril 1889 à Crescent City dans l'État de la Floride et mort à New York le 16 mai 1979 est un Afro-Américain qui fait partie des leaders du mouvement pour les droits civiques et du syndicalisme ouvrier noir notamment en fondant la Brotherhood of Sleeping Car Porters, premier syndicat pour prendre la défense des ouvriers et employés afro-américains.

## Biographie

### Jeunesse et formation
Randolph est le fils du révérend James William Randolph, pasteur de l'African Methodist Episcopal Church, et d'Elizabeth Robinson Randolph, couturière. Sa famille déménagea en 1891 pour habiter à Jacksonville. Randolph gagna le quartier de Harlem à New York en 1911 dans l'espoir de devenir acteur. Finalement, il étudia les sciences politiques et l'économie au City College of New York. C'est ici qu'il rencontra sa future épouse, Lucille Campbell Green Randolph (en), ainsi que Chandler Owen (en), étudiant en sociologie et en sciences politiques à l'université Columbia. Ils formèrent ensemble un magazine radical à Harlem, appelé The Messenger (Le Messager) en 1917 qui choisit les idées socialistes,,,.

### Carrière
En 1925, Randolph organisa le syndicat Brotherhood of Sleeping Car Porters au sein de la compagnie Pullman, qui fabriquait des locomotives. Après plusieurs années de lutte, les employés de cette entreprise, pour la plupart des Afro-Américains, obtinrent des négociations en 1935, qui débouchèrent sur un accord deux ans plus tard. Le Brotherhood of Sleeping Car Porters était associé à la puissante American Federation of Labor (AFL). Avec son syndicat, il mène des campagnes de protestation contre l'invasion de l’Éthiopie par l'Italie fasciste et des collectes de biens et de nourriture pour la population civile.
Randolph fut l'un des plus célèbres porte-parole de la cause afro-américaine : en 1941, il menaça avec  Bayard Rustin et A. J. Muste d'organiser une marche des Afro-Américains sur Washington (district de Columbia) afin de protester contre la discrimination dont les Noirs étaient victimes dans l'armée. Mais le Président américain de l'époque, Franklin D. Roosevelt signa un décret mettant fin à la discrimination raciale dans les usines d'armement (Fair Employment Act). Jugeant que ce décret n'allait pas assez loin, Randolph forma en 1947 un comité contre les lois Jim Crow dans l'armée et qui fut rebaptisé plus tard League for Non-Violent Civil Disobedience. Le Président Harry S. Truman abolit la ségrégation raciale dans les forces armées par l'Executive order 9981, signé le 26 juillet 1948.
En 1963, Randolph aida Rustin et Martin Luther King Jr. à organiser la marche sur Washington du 28 août.

### Vie personnelle
En novembre 1914, il épouse Lucille Campbell Green qui décédera le 12 avril 1963.
A. Philip Randolph meurt chez lui dans on appartement de New York, les causes de son décès ne sont pas révélées, mais on sait qu'il souffrait d'hypertension artérielle,. Après ses funérailles, son corps a été incinéré et ses cendres dispersées.

## Prix et distinctions
- 1942 : récipiendaire de la médaille Spingarn décernée par la NAACP[11],
- 1964 : récipiendaire de la médaille présidentielle de la liberté décernée par le président Lyndon b. Johnson[12],[13],[14],
- 1967 : lauréat du prix Pacem in Terris, décerné par le diocèse catholique de Davenport dans l'Iowa[15],[16],
- 1970 : lauréat du prix Humaniste de l'année par l'American Humanist Association[17],[18],
- 1989 : cérémonie d’inscription au Hall d'Honneur du ministère du Travail des États-Unis[19],[20]
- 2014 : cérémonie d'inscription au Florida Civil Rights Hall of Fame (en)[21],[22].

## Hommages
Une High school de Jacksonville dans l'état de la Floride, porte son nom, il s'agit de l'A. Philip Randolph Academies of Technology (en).

#### Essais
- (en) Daniel S. Davis (préf. Bayard Rustin), Mr. Black Labor : The Story of A. Philip Randolph, Father of the Civil Rights Movement, E.P. Dutton, 31 décembre 1972, 208 p. (ISBN 978-0-525-35325-6, lire en ligne),
- (en) Jervis Anderson, A. Philip Randolph : A Biographical Portrait, 1973 (réimpr. 1986, éd.  University of California Press) (1re éd. 1973, éd. Harcourt Brace Jovanovich), 440 p. (ISBN 978-0-520-05505-6, lire en ligne),
- (en) Sally Hanley (préf. Coretta Scott King), A. Philip Randolph, Chelsea House Publications, 1 octobre 1988, rééd. 1989, 120 p. (ISBN 978-0-7910-0222-3, lire en ligne),
- (en) Sarah E. Wright, (préf. Andrew Young), A. Philip Randolph : Integration in the Workplace, Silver Burdett Press, 1er mai 1990, 140 p. (ISBN 978-0-382-09922-9, lire en ligne),
- (en) Robert Cwiklik, A. Philip Randolph and the Labor Movement, Millbrook Press, 1er octobre 1993, 40 p. (ISBN 978-1-56294-326-4, lire en ligne),
- (en) Lillie Patterson, A Philip Randolph : Messenger for the Masses, Facts on File, 1er novembre 1995, 136 p. (ISBN 978-0-8160-2827-6, lire en ligne),
- (en) Catherine Reef, A. Philip Randolph : Labor Leader and Civil Rights Crusader, Enslow Publishers, mars 2001, rééd. 2 décembre 2005, 134 p. (ISBN 978-0-7660-1544-9, lire en ligne),
- (en) Cornelius L. Bynum, A. Philip Randolph and the Struggle for Civil Rights, University of Illinois Press, 6 décembre 2010, 272 p. (ISBN 978-0-252-07764-7).

#### Articles
- (en-US) John H. Bracey Jr. & August Meier, « Allies or Adversaries?: The NAACP, A. Philip Randolph and the 1941 March on Washington », The Georgia Historical Quarterly, Vol. 75, No. 1,‎ printemps 1991, p. 1-17 (17 pages) (lire en ligne).